# Condado de Keokuk
O Condado de Keokuk é um dos 99 condados do estado norte-americano de Iowa. A sede do condado é Sigourney, que é também a sua maior cidade. O condado tem uma área de 1502 km² (dos quais 2 km² estão cobertos por água), uma população de 11 400 habitantes, e uma densidade populacional de 8 hab/km² (segundo o censo nacional de 2000). O condado foi fundado em 1843 e recebeu o seu nome em homenagem a Keokuk (1767-1848), chefe da tribo ameríndia dos Sauks.